# 土佐塾中学校・高等学校
土佐塾中学校・高等学校（とさじゅくちゅうがっこう・こうとうがっこう）は、高知県高知市北中山に所在し、中高一貫教育を提供する私立中学校・高等学校。
略称は「塾中（じゅくちゅう）・塾高（じゅくこう）」、単に「土佐塾」と呼ばれることもある。

## 概要
高知県の進学塾「土佐塾」が、塾・予備校業界に限界を感じ、「教育は、智・徳・美・体にわたる、全人教育を通して行われるべきである」という考えに基づいて設立した学校である。
最近では、学校制度の刷新を取り組み、iPadやプロジェクタを導入する他、株式会社駿台教育研究所（学校法人駿河台学園グループ）と委託契約を結び、地域の枠を超えた高水準の教育を生徒たちに提供している。
交通手段としては、遠方から通学する生徒はスクールバス、自転車通学の生徒は学校下の駐輪場からシャトルバスが利用可能。また、公共交通機関を利用する場合は、とさでん交通バスが利用できる。その他に、男子寮と女子寮が分かれた「大志寮」という学生寮 が用意されており、県内外の学生が住んでいる。なお、本学は海抜180mに立地しているため、津波の心配がなく、その安全性から高知市との協定では収容避難場所にも指定されている。
中学は5クラス編成。高校1年は4クラス、高校2年は5クラスである。なお、高校2年から文・理系に分かれる。

## 沿革
- 1986年11月 - 第1期工事（管理棟・中学棟）起工式。
- 1987年
  - 2月 - 学校法人土佐塾高等学校設置認可。中学校入学定員90名・高等学校入学定員90名。
  - 4月 - 第1回入学式。
  - 10月 - 第2期工事（講堂兼屋内体育館）起工式。
  - 11月 - 第1回文化祭、開校記念及び第1期工事完成式典挙行。
- 1988年
  - 8月 - 第3期工事（高校棟・特別棟）起工式。
  - 9月 - 第1回体育祭。
  - 10月 - 大志寮新築工事起工式。
- 1989年
  - 4月 - 高校入学定員225名に増員。
  - 11月 - 全校舎完成・創立記念式典挙行・校歌制定。
- 1990年
  - 3月 - 高知市都市美デザイン賞受賞。
  - 4月 - 天体望遠鏡設置。
- 1991年1月 - 中学校入学定員180名に増員。
- 1992年
  - 1月 - 県外入試実施（初年度: 東京・松山）。
  - 5月 - 公共建築受賞。
- 1993年
  - 3月 - 大志寮女子棟完成。
  - 8月 - 第1回留学生がシドニー・タラ女子校へ。
- 10月 - コンピュータ室完成。
- 1997年11月 - 学校創立10周年記念式典挙行。
- 1998年2月 - 塾校セカンドソング発表。
- 2003年3月 - 創立15周年シンポジウム開催。
- 2005年
  - 8月 - 父母と先生の会が文部科学大臣賞を受賞。
  - 10月 - 進路サポートプログラム (SSP) が文部科学省の教育改革推進モデル事業に採択。
- 2006年
  - 3月 - 文部科学省の補助金により「What's SSP? 土佐塾中高の新たな挑戦!」を出版。
  - 9月 - 第46回全国学生書道展団体で全国優勝。
- 2009年
  - 3月 - 第20回日本童謡の書展で本校が全国優勝校を4年連続受賞。
  - 11月 - 土佐塾グループ創立50周年に合わせ、学校創立22周年記念式典を挙行。
- 2012年4月 - 学校法人土佐塾高等学校から学校法人土佐塾学園に名称変更。
- 2022年
  - 4月 - 新たに「まなび創造コース」が開設された[6]。

## 施設
- 管理棟: エレベーターあり
  - 1F - 事務室、玄関ホール
  - 2F - 書庫、広報部室
  - 3F - 第3会議室、宿直室
  - 4F - 保健室、高校職員室、展望会議室、校長室、学園長室、生徒指導部室、情報管理室、印刷室、湯沸室、インフォメーション
- 中学棟: 屋内全室冷暖房完備（暗室・弓道場を除く）
  - 1F - 生徒用玄関、普通教室、理科室、技術室、暗室、テラス、弓道場
  - 2F - 普通教室、中学職員室、中学会議室、家庭科室
  - 3F - 普通教室、美術室、コンピュータ室
- 高校棟: 屋内全室冷暖房完備
  - 地階 - 生徒用玄関、ゼミ教室
  - 1F〜3F - 普通教室
- 特別棟
  - 1F - 音楽室兼ギャラリー、食堂
  - 2F - 図書室、売店、放送室、スタジオ、ゼミ教室
  - 3F - ホール、進学指導室、作法室
  - 6F - 天体観測室
- 講堂兼屋内体育館
  - 1F - 体育館、ステージ、体育器具庫、控室、ロッカー室、シャワー室、クラブ室、倉庫、体育教官室
  - 2F - 剣道場、卓球場、体育教官室、体育器具庫、放送室
  - 3F - ゼミ教室、生徒会室
  - 4F - カウンセラー室、生徒指導部室
- 屋外施設
  - テニスコート（3面）、第1・2グラウンド
- 大志寮
  - 男子寮、女子寮
- 駐車場
  - 第1・2駐車場、臨時駐車場、ロータリー駐車場、バス駐車場
- その他
  - ロータリー、ピロティ

※プールはない。
ピロティ下にある足型は中江兆民が当時学校を訪れた際にプリントしたものである。2003年までは濱口雄幸を含めた20人以上もの偉人の足型が展示されていたが、公共の福祉を理由に市に寄附した。中江兆民の足型は今も毎年、式典などで使われている

## 学校行事
- 4月 - 入学式、始業式、対面式、実力テスト、異文化交流（ハワイ）
- 5月 - 無我夢中コンサート、中間考査
- 6月 - 修学旅行（高2）、宿泊研修（中1）、ワンデーセミナー（高校）、遠足
- 7月 - 期末考査、ホームマッチ、終業式、保護者面談、夏季特講、SSP合宿（中2）
- 8月 - 夏季特講、学習合宿、海外留学&研修
- 9月 - 始業式、文化祭、体育祭
- 10月 - ワンデーガイダンス（高校）、中間考査
- 11月 - 創立記念日（11月15日）、遠足
- 12月 - 期末考査、終業式、保護者面談、冬季特講、センター試験直前講座（高3）
- 1月 - 始業式、高校卒業式
- 2月 - 練歩会、国公立二次試験対策講座（高3）、中学卒業式
- 3月 - 学年末考査、ホームマッチ、修了式保護者面談

## 制服

### 冬服
男女とも紺色のブレザー。エンブレムつき。男子はネクタイを着用。女子はリボンもしくはネクタイ着用。ネクタイは厳しくチェックされる。男子のネクタイは自分でも結べるが、ワンタッチで装着できるもの（通称パッチン）やチャック付きのもの（通称チャックン）もある。男子のズボン、女子のスカートは夏・冬共にグレー。スカートは、detail違いが3種類用意されており、好きなものを選べる。

### 夏服
男子は白の半袖開襟シャツ（ネクタイ不要）もしくは半袖カッターシャツ（ネクタイ着用）に灰色の学生ズボン。女子は白の半袖シャツにリボンもしくは女性用ネクタイと灰色のスカート。ポロシャツは生徒会などが存続の運動を展開していたが、着こなし方の問題などにより廃止された。

### 体操服
白の半袖シャツに、学年ごとに水色、紺色、濃い青色の短パン（膝ギリギリ上のライン）。夏季以外は学年ごとの水色、紺色、青色の長そで（上下ともに。上を着る際は下に必ず半袖を着用。その下ならばインナーなどはOK。長そでを着ずにインナーなど、半袖から少しでも下の物がはみ出ると認められない)の着用も認められる。

### 上履き
通常の布製の上履き。男子は青、女子は赤が主流。

### 靴下
原則自由。男子は白、女子は紺が主流。ただし、ルーズソックスは禁止されている。

## クラブ活動
運動部
- サッカー部
- ソフトボール部
- 男子テニス部
- 女子テニス部
- 中学バスケットボール部
- 高校バスケットボール部
- バドミントン部
- バレーボール部
- ラグビー部
- レスリング部
- 空手道部
- 剣道部
- 弓道部
- 卓球部
- 陸上部
- 水泳部
- 中学軟式野球部
- 高校硬式野球部
- ゴルフ部
- 自転車競技（現在、クラブへの昇格待ちの準クラブ活動）

文化部
- ブラスバンド部
- 茶道部
- 天文部
- 美術部
- 放送部
- 漫画研究部
- 軽音楽部
- 書道部
- 写真部
- 将棋部
- 音楽部
- ハンドメイド部
- 科学部
- 華道同好会
- 文芸同好会
- パソコン同好会
- 演劇同好会
- かるた同好会
- ピクシブ検索共有会

## スクールバス
高知市外や高知市内の一部の地域にはスクールバスが運行されている。

## 出身者
- HIDE（GRe4N BOYZメンバー）
- 北村昭博（映画監督）
- 篠田知典（映画監督、映像クリエイター）
- さかいゆう（ミュージシャン）
- 西森千芳（元札幌テレビ放送アナウンサー）
- 野並正佑（西日本放送アナウンサー）
- 金崎廉太朗（ラグビー選手）
- 川上夏子（愛媛朝日テレビアナウンサー）
- 和田穂佳（NHKアナウンサー）
- 山下元一郎（四万十市長）